# Jens Stoltenberg
Pour les articles homonymes, voir Stoltenberg.
Jens Stoltenberg, né le 16 mars 1959 à Oslo, est un homme d'État norvégien. Membre du Parti travailliste (AP), il est notamment Premier ministre de la Norvège du 3 mars 2000 au 16 octobre 2001, puis du 17 octobre 2005 au 16 octobre 2013 et secrétaire général de l'OTAN de 2014 à 2024.

## Origine
Les ancêtres patronymiques de Jens Stoltenberg sont arrivés en Norvège au XVIIe siècle, en provenance du Schleswig-Holstein, alors sous domination danoise, tout comme la Norvège. Jens fréquente les hautes sphères de la politique norvégienne dès son plus jeune âge. Sa mère Karin Stoltenberg était secrétaire d'État tandis que son père Thorvald Stoltenberg était l'un des hommes politiques les plus influents de Norvège, plusieurs fois ministre. Jens lui-même est marié à la diplomate Ingrid Schulerud ; ils ont deux enfants.

## Jeunesse
Jens Stoltenberg poursuit ses études secondaires à l'École de la cathédrale d'Oslo. Il sort diplômé en économie de l'université d'Oslo en 1987. Il travaille ensuite comme journaliste.
Il baigne donc très tôt dans la politique et devient le chef de l'organisation des jeunes travaillistes (Ligue des jeunes travaillistes ou Arbeidernes Ungdomsfylking) entre 1985 et 1989. Il est ensuite élu en 1990 à la tête de la branche osloïte du Parti travailliste.
De manière anecdotique, Stoltenberg affirme être un fan de Bob Dylan et n'hésite à montrer un poster de l'artiste le jour de l'anniversaire de ce dernier le 24 mai 2014, alors qu'il est secrétaire général de l'OTAN.

## Début en politique
En 1993, Stoltenberg est élu au Parlement norvégien pour la circonscription d'Oslo. Mais la même année, pourtant soutenu par la présidente sortante du parti, il échoue à conquérir la présidence du Parti travailliste face à Thorbjørn Jagland. Stoltenberg peaufine son image de « Tony Blair norvégien » en grimpant rapidement vers les ministères les plus importants : l'Industrie et l'Énergie de 1993 à 1996, puis les Finances de 1996 à 1997. Le Parti travailliste perd les élections en 1997 et Stoltenberg se retrouve dans l'opposition aux chrétiens-populaires.

## Ministre d'État

### Premier mandat
Le 17 mars 2000, le gouvernement du conservateur Kjell Magne Bondevik est défait lors d'une motion de censure et Stoltenberg accède au poste de ministre d'État. Il est très critiqué à l'intérieur de son parti pendant son mandat pour la politique libérale qu'il mène. Ses privatisations d'entreprises nationales ainsi que de services publics, sa « modernisation » du système de santé public passent mal dans l'électorat traditionnel des travaillistes. Lors des législatives du 10 septembre 2001, le parti est lourdement battu, réalisant un de ses plus faibles scores avec seulement 24 % des voix. Les travaillistes se livrent à une lutte des chefs entre Thorbjørn Jagland et Jens Stoltenberg. Ce dernier, qui représente la droite du parti, l'emporte et devient président du parti en novembre 2002.

### Deuxième mandat
Lors des législatives du 12 septembre 2005, il est réélu député au Storting pour la circonscription d'Oslo. La victoire de la coalition rouge-verte (en) entre les centristes, les socialistes et les travaillistes lors de ces législatives permet à Stoltenberg de revenir au poste de ministre d'État le 17 octobre.
D'après la liste arrêtée au 11 novembre 2003, il est membre du Comité d'orientation scientifique de l'association fondée par Michel Rocard et Dominique Strauss-Kahn, À gauche en Europe.
Le 22 juillet 2011, une bombe explose devant le bureau du chef de gouvernement. En fin d'après midi, une fusillade éclate lors du rassemblement d'été des jeunes de son parti. Absent, il est rapidement mis à l'abri. Il déclarera par la suite :
« J’ai un message pour celui qui nous a attaqué et pour ceux qui sont derrière tout ça : vous ne nous détruirez pas. Vous ne détruirez pas la démocratie et notre travail pour rendre le monde meilleur.
Nous allons répondre à la terreur par plus de démocratie, plus d’ouverture et de tolérance. »
Stoltenberg et son parti sont battus lors des élections législatives de 2013. Il démissionne de la présidence du Parti travailliste et est remplacé par Jonas Gahr Støre, élu en juin 2014.

## Secrétaire général de l'OTAN
Jens Stoltenberg est choisi le 28 mars 2014 pour devenir secrétaire général de l'OTAN, en remplacement du Danois Anders Fogh Rasmussen, avec entre autres le soutien de la France, de l'Allemagne, du Royaume-Uni et des États-Unis. Il est préféré au Polonais Radosław Sikorski et au Belge Pieter De Crem. Selon le commentateur norvégien Gunnar Stavrum (en), le choix de Stoltenberg s'expliquerait par le fait que « les grands pays de l'Otan souhaitent un secrétaire général prêt au compromis » dans le contexte de l'annexion de la Crimée par la Russie. L’Américaine Rose Gottemoeller est secrétaire générale déléguée.
Il participe à la réunion du groupe Bilderberg de 2015, 2016 et 2017,,.
Début 2019, il regrette la décision des États-Unis de se retirer du traité sur les forces nucléaires à portée intermédiaire, mais considère que la responsabilité de cette décision incombe à la Russie,. En mars de la même année, il est reconduit dans ses fonctions jusqu'au 30 septembre 2022.
Lors de l'invasion du nord-est de la Syrie par la Turquie en octobre 2019, Jens Stoltenberg déclare en tant que secrétaire général de l'OTAN : « bien que la Turquie ait des préoccupations sécuritaires légitimes, nous nous attendons à ce qu'elle agisse avec retenue », et il fait part de sa préoccupation, rappelant que la Turquie avait mis à disposition toutes ses bases lors de la lutte de l'OTAN contre Daesh. Il assure également qu'elle « agit avec retenue et en coordination avec les autres alliés de manière à préserver nos gains face à notre ennemi commun, Daech ».
Après que Rasmus Paludan a brûlé un exemplaire du Coran en janvier 2023, il déclare lors d'une conférence de presse avec le ministre turc des Affaires étrangères Mevlüt Çavuşoğlu à Ankara que c'est un acte honteux et inadmissible ne reflétant pas la liberté d'expression en Suède mais qui n'est pas forcément illégal.
Le 1er octobre 2024, il quitte ses fonctions et est remplacé par Mark Rutte.

## Retour au gouvernement
Le 4 février 2025, il est nommé ministre des Finances dans le gouvernement de Jonas Gahr Støre, en remplacement de Trygve Slagsvold Vedum, qui a quitté ses fonctions comme les autres ministres du Parti du centre.

## Distinctions
En 2021, le média Politico le classe parmi les 28 personnalités européennes les plus puissantes d'Europe, à la seconde place de la catégorie Dreamers (« rêveurs »).

## Décorations
- Grand cordon de l'ordre de Léopold (Belgique)
- Grand-croix de l'ordre de Tomáš Garrigue Masaryk (en) (Tchéquie)